# Assinia alluaudi
Assinia alluaudi är en skalbaggsart som beskrevs av Auguste Lameere 1893. Assinia alluaudi ingår i släktet Assinia och familjen långhorningar. Inga underarter finns listade.